# Gert Cornelius Nel
Gert Cornelius Nel (1885, Greytown, Natal - † 1950, Stellenbosch) fue un botánico sudafricano.

## Vida y obra
Gert Cornelius Nel defiende el 11 de febrero de 1914 en Berlín ante los Dres. A. Engler y Gottlieb Haberlandt su disertación de tesis sobre las especies africanas de las familias Amaryllidaceae e Hypoxidaceae. Realizó numerosos estudios taxonómicos y describió especies nuevas en los géneros Forbesia, Janthe, Hypoxis y Rhodohypoxis.
De 1921 a 1950 fue profesor de botánica en la Universidad de Stellenbosch. A.G.J.Herre (1895–1979), que fue curador en la Universidad, le promovió su interés sobre las plantas suculentas.
En 1946 publica el primer tratado sobre el género Lithops.

## Obra
- Studien über die Amaryllidaceae-Hypoxideae, unter besonderer Berücksichtigung der afrikanischen Arten. En: Botanische Jahrbücher für Systematik, Pflanzengeschichte und Pflanzengeographie. Leipzig, 1914
- Junior Sertifikaat biologie, Kapstadt, 1938 - con C. S. Grobbelaar
- Senior Sertifikaat biologie, Kapstadt, 1938 - con C. S. Grobbelaar
- Genera et species fungorum ex herb. P.A. van der Byl, Stellenbosch. Kapstadt, 1941
- Species novae vel minus cognitiae: Lithops et Caralluma. Kapstadt, 1943
- Lithops. 1946
- The Gibbaeum Handbook. 1953 - Publicado por Jordaan & Shurley

## Honores

### Epónimos
M.H. Gustav Schwantes lo honra nombrando el género Nelia de la familia de Aizoaceae.
Y a las siguientes especies suculentas:
- Braunsia nelii Schwantes 1928
- Conophytum nelianum Schwantes 1928
- Euphorbia nelii A.C.White, R.A.Dyer & B.Sloane 1941
- Gasteria neliana Poelln. 1929
- Gibbaeum nelii Schwantes ex Jacobsen 1933
- Glottiphyllum nelii Schwantes 1928
- Hereroa nelii Schwantes 1929
- Herrea nelii
- Stapelia neliana A.C.White & B.Sloane 1937

- La abreviatura «Nel» se emplea para indicar a Gert Cornelius Nel como autoridad en la descripción y clasificación científica de los vegetales.[2]